# تپه چشمه عاشقان
تپه چشمه عاشقان مربوط به سده ۵ تا ۸ ق است و در شهرستان فریمان، روستای کلاته اسدالله‌خان واقع شده و این اثر در تاریخ ۲۴ مرداد ۱۳۸۵ با شمارهٔ ثبت ۱۵۸۸۳ به‌عنوان یکی از آثار ملی ایران به ثبت رسیده‌است.